# Hôtel de Ville (Sens)

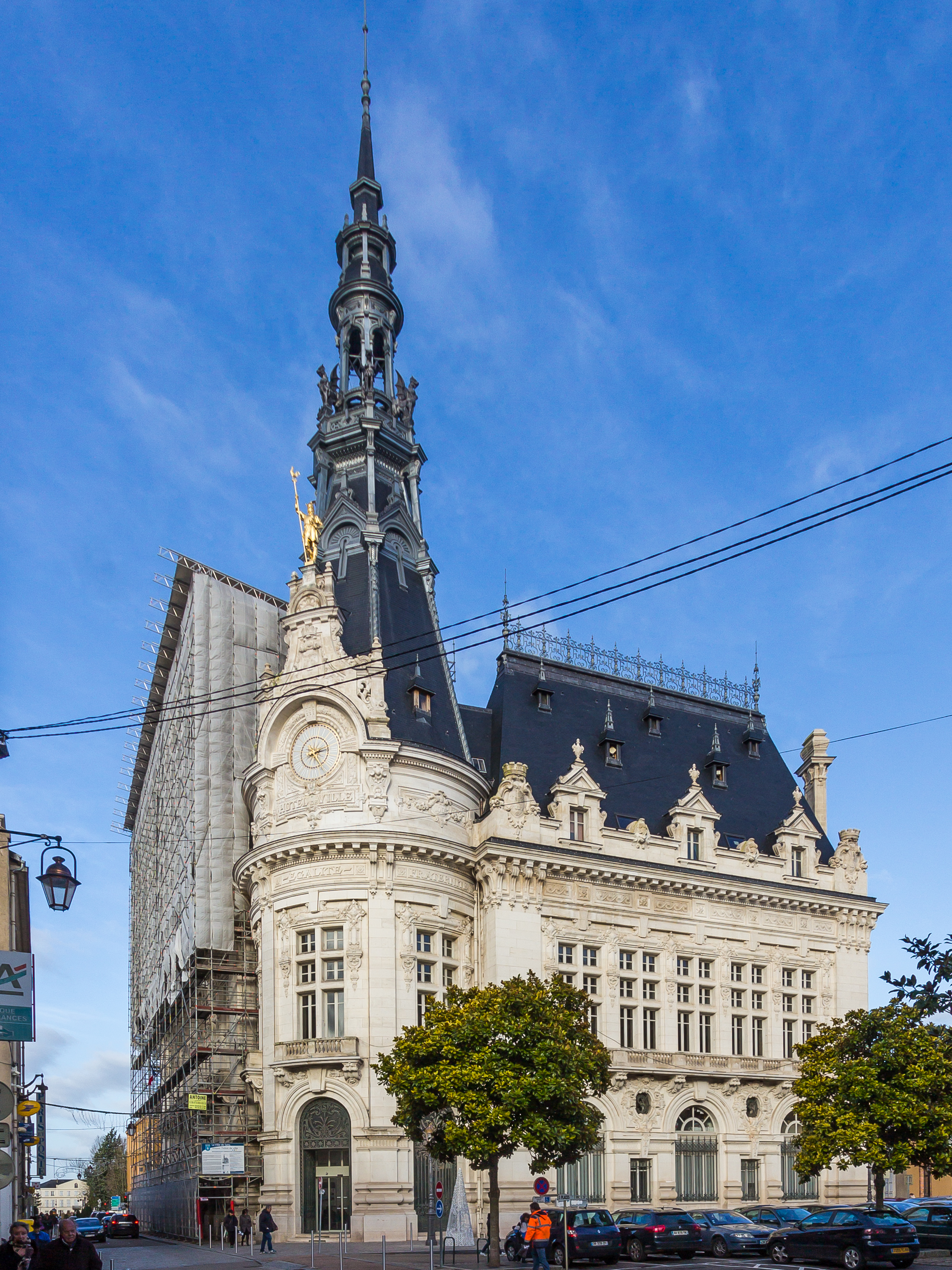
Hôtel de Ville in Sens

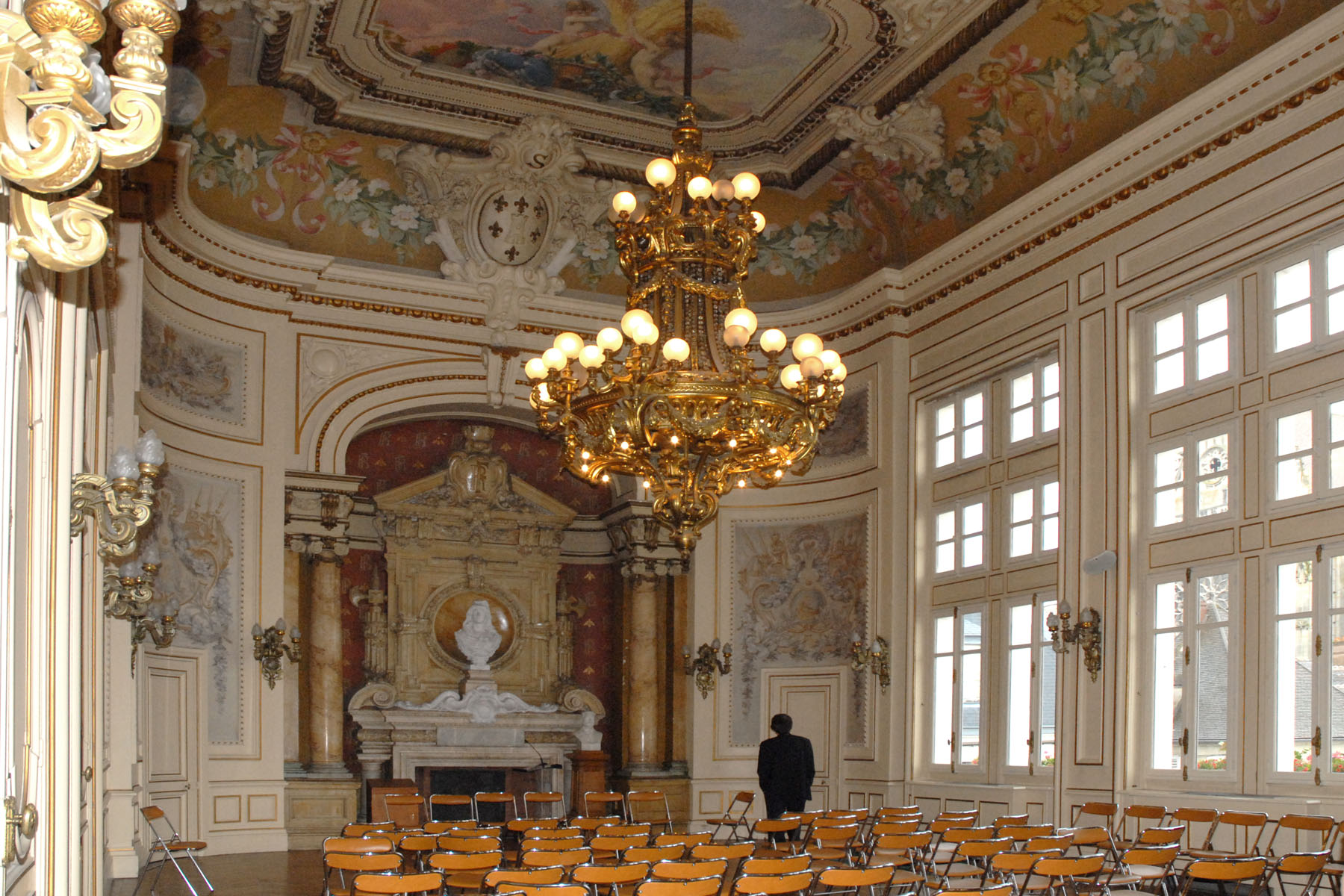
Festsaal

Das Hôtel de Ville (deutsch Rathaus) in Sens, einer Stadt im französischen Département Yonne der Region Burgund, wurde 1904 eingeweiht. Das Hôtel de Ville mit der Adresse Rue de la République Nr. 100 ist seit 1995 als Monument historique klassifiziert.

## Architektur
Der repräsentative Bau besitzt einen prächtigen Treppenaufgang zum ersten Obergeschoss, wo sich der Ratssaal, der Festsaal und das Trauzimmer befinden.
Die aufwendige Ausschmückung wurde von den Künstlern Jean-Jacques Scherrer, Auguste Mangenot und Emmanuel Cavaillé-Coll ausgeführt.